# European Business Aviation Association
Die European Business Aviation Association (EBAA) ist der Fachverband mit Sitz in Brüssel in Belgien für die im Geschäftsflugverkehr tätigen Unternehmen.

## Geschichte
Der Verband wurde 1977 von dem Industriellen Frits Philips in den Niederlanden als International Business Aviation Association gegründet. Der Sitz wurde 1984 nach Brüssel verlegt und in European Business Aviation Association umbenannt. Der Verband zählt mehr als 500 Mitglieder aus der Luftfahrtindustrie.
Zur EBAA gibt es nationale Vertretungen. Die Vollmitglieder der Organisation sind:
- BBGA (British Business and General Aviation Association)
- EBAA Frankreich
- EBAA Schweiz
- GBAA (German Business Aviation Association)
- IBAA (Italian Business Aviation Association)
- NAOA (Norwegian Aircraft Operators Association)
- ABAA (Austrian Business Aviation Association)

## Aufgaben
Die EBAA vertritt die Luftfahrtindustrie unter anderem gegenüber der Europäischen Agentur für Flugsicherheit (EASA) in Belangen wie dem Single European Sky und dem Emissionsrechtehandel.

## IBAC
Die EBAA ist Gründungsmitglied des International Business Aviation Council (IBAC), mit Sitz in Montreal in der kanadischen Provinz Québec, die die Interessen ihrer Mitglieder gegenüber der International Civil Aviation Organization (ICAO) seit 1981 vertritt. Gemeinsam mit der IBAC und ihren Mitgliedern wurde der International Standard for Business Aircraft Operations (IS-BAO) entworfen und 2002 auf der EBACE erstmals der Öffentlichkeit vorgestellt. Der IS-BAO dient dazu ein gemeinsames professionelles und sicheres Umfeld für den Betrieb von Flugzeugen zu schaffen.

## EBACE
Seit dem Jahre 2000 findet auf dem Gelände der Palexpo bei Genf alljährlich die European Business Aviation Convention & Exhibition statt. Die EBACE wird von der EBAA und der US-amerikanischen National Business Aviation Association (NBAA) veranstaltet, der Besuch der größten Luftfahrtmesse für Privatflugzeuge in Europa ist nur Fachbesuchern möglich. Jährlich kommen etwa zehntausend Besucher.
Bei der EBACE2023 ketteten sich hundert Demonstranten von Greenpeace, Stay Grounded, Extinction Rebellion und Scientist Rebellion an Flugzeuge um gegen die Kohlendioxidemissionen der Branche zu protestieren.